# Bozzano (Massarosa)
Bozzano è una frazione del comune di Massarosa, in provincia di Lucca.

## Storia
Il paese fu fondato in epoca altomedievale nei pressi del lago di Massaciuccoli, inizialmente sotto l'influenza della famiglia pisana degli Orlandi e poi trasformatosi in feudo degli Ubaldi, ramo cadetto della famiglia dei Cunimondinghi. La famiglia perse potere successivamente al XIII secolo e Bozzano si eresse in libero comune.

## Monumenti e luoghi d'interesse

### Architetture religiose
- Chiesa dei Santi Caterina e Prospero, chiesa parrocchiale della frazione, è ricordata dal 1201.[2][4] Modificata nel corso del XV secolo, venne ampliata tra il 1815 e il 1817.[2][4] Nel 1886 fu completato il campanile, mentre la cupola risale al 1903.[2][4] All'interno sono conservate opere pittoriche di Gaspare Mannucci (XVIII secolo) e Michele Marcucci (1905).[4]

### Architetture militari
- Castello di Chiatri[2][4]
- Castello di Loglia,[2][4] castello alto-medievale di cui ne restano gli imponenti ruderi.[5]
- Castello di Montramito[2][4]
- Lapide e monumento alla memoria dei caduti di Bozzano

## Infrastrutture e trasporti
La frazione è servita dalla stazione ferroviaria di Massarosa-Bozzano, posta sulla linea Lucca-Viareggio.
Nel 2016 è stata conclusa la nuova via ciclopedonale che collega Bozzano a Massarosa, nominata percorso dei fiori di loto.

## Cultura

### Musica
È attivo in loco il Corpo Musicale "G. Puccini", fondato nel 1924. Oggi banda musicale tradizionale, fu un complesso folkloristico dalla fine degli anni '50 all'inizio degli anni '70 col nome "I Cadetti di Bozzano".

## Sport

### Calcio
La principale squadra di calcio della frazione è stata l'Unione Sportiva Bozzano, fondata nel 1953 dalla famiglia di industriali locali Rontani. Gli oranges ebbero il loro periodo d'oro a cavallo tra la fine degli anni ottanta e l'inizio dei novanta, quando militavano nell'allora Interregionale (oggi serie D), arrivando anche a ridosso delle vincitrici del torneo.
Oggi purtroppo la società è fallita e al suo posto è stato fondato il Massarosa calcio 1925 che milita in 2ª categoria.